# Вулиця Волонтерська (Черкаси)
Ву́лиця Волонтерська — вулиця в Черкасах.

## Розташування
Починається від вулиці Анатолія Лупиноса і простягається на південний захід до вулиці Чайковського.

## Опис
Вулиця неширока, не асфальтована.

## Походження назви
До 1970 року вулиця називалась проїзд Водоп'янова, пізніше носила назву на честь Петра Яцика.
22 грудня 2022 року вулиця Яцика перейменована на вулицю Волонтерську.

## Будівлі
Окрім двох багатоповерхівок, вулиця забудована приватними будинками.